# 河湟话
河湟话是甘肃、青海两省的河湟地区的汉语长期与阿尔泰诸语系语言以及藏语接触形成的一种特征明显的混合语。河湟话的特征是汉语借用 SOV 型语言的语法成分的结果。广泛分布于甘肃、青海两省的河湟地区，从甘肃的临夏回族自治州及其周边地区到青海的黄南、海南、海东、西宁等地。河湟话等同于中原官话河州片，由于特殊的语言特征也称为“甘肃-青海语言联盟”。

## 特征
河湟话保持着北方汉语的语音、词汇系统，但在语法结构方面产生了一些与阿尔泰诸语言和藏语有许多一致关系的语言特征，如使用 SOV 语序、后置格标记、后置引语标记及其语气词、黏着型致使与增宾构式、后置状语从句标记等。河湟话的这些特征是与其周边的阿尔泰诸语、安多藏语共享的特征，是甘青河湟地区不同地方语言共享的区域性特征的重要组成部分。
河湟话的内部不同语言点的混合程度不同，混合性特征的具体来源不同，产生时代不同，所处的演变阶段不同。

## 分类
早期学者大多把临夏或河州话、西宁话看作汉语方言。《中国语言地图集》（1987，2012）把从甘肃临夏到青海西宁的大片地区划入中原官话区。
张成材（1981:114）认为青海汉语方言“大致可分为三个小方言区：
- 西宁话：包括西宁、湟中、平安、湟源、大通、互助、门源、贵德（指贵德‘巧话’）和化隆；
- 乐都话：包括乐都和民和县甘沟乡（甘沟话）；
- 循化话（即甘肃临夏话，俗称河州话）：包括循化、同仁、尖扎和贵德（指贵德‘土话’）”。
- 这三个小方言片加上甘肃临夏及周边市县，几乎涵盖了整个河湟一带汉语方言。

张建军（2009）调查了以下方言点：
- 广河县城关话
- 和政县城关话
- 临夏市老城区话
- 临夏市八坊回民话
- 临夏县韩集话
- 积石山县吹麻滩话
- 循化县积石话
- 同仁县隆务话
- 贵德县河东话
- 永靖县红泉话
- 民和县古都话
- 乐都县碾伯话

芦兰花（2011）调查了以下方言点：
- 西宁话
- 湟源县城关话
- 湟中鲁沙尔镇汉民话
- 大通县朔北话
- 大通县桥头镇回民话
- 循化县积石镇汉民话
- 乐都县碾伯话
- 乐都县马厂话
- 乐都县高店话
- 平安县平安镇话
- 互助县威远镇话
- 化隆县巴燕回民话
- 化隆县甘都回民话
- 化隆县昂思多汉民话
- 民和县川口汉民话
- 民和县川口回民话
- 民和县马营话
- 民和县甘沟话
- 民和县塘尔垣回民话

杨永龙(2019)观点，其中唐汪话，五屯话被认为是独立的语言，研究的也比较多。
- 临夏话是临夏市周边地区的汉语共同语。临夏市为古河州治所，故也称河州话。一般认为河州话分布范围更广，除了包括临夏回族自治州以外，也分布在周边的甘南藏族自治州及青海的循化撒拉族自治县、黄南藏族自治州的部分地区。临夏话采用汉语的语音、词汇系统，语法以 SOV 语序为主，但兼有 SVO 语序，有格标记、复数标记、副动词标记等。
- 甘沟话用于青海省民和回族土族自治县甘沟乡。具有 SOV 型语言的系列特征，与其周边的阿尔泰诸语、藏语有系列平行特征，如：SOV 语序、后置格标记、复数标记、反身领属标记、黏着型增宾式、致使式“V 给”、状语从句标记“着”“是”、言说义动词用作引语标记和传信助词等。
- 周屯话分布于青海省海南藏族自治州贵德县常牧镇镇政府所在地，周屯话同样是汉语的语音、词汇系统，而在语法方面具有 SOV 型语言的一系列特征，如格标记、复数标记、引语标记、后置状语从句标记等。
- 西宁话是以青海省会西宁市为核心的汉语方言，有的研究者直接称之为“青海话”。西宁话的语音、词汇系统属汉语，语法方面比临夏等地的汉语方言更接近汉语北方话，但也不同程度地显示出周边一些少数民族语言的特征，如 SOV 语序、后置格标记、复数标记等。
- 唐汪话分布于甘肃临夏回族自治州东乡族自治县唐汪川的唐家、汪家、舀水、河沿、马巷、打柴等 6 个村及附近山区村落。唐汪话总体上采用汉语的语音、词汇系统，句法以 SOV为语序，有格、复数、反身领属、后置状语从句等标记。
- 五屯话分布于青海省黄南藏族自治州同仁县隆务公社五屯下庄大队、五屯上庄大队和江查麻大队”，语法特征如 SOV 语序、格标记、后置状语从句标记等，是一种“汉语的语音 + 汉语的词汇 + 藏语的语法”的结构类型，是语言深度接触所产生的语言混合现象。

西北地区也是汉语声调简化最迅速的区域，甘青宁新是汉语三声调方言最集中的地区，也是目前发现存在两声调汉语方言的唯一区域，河湟话是两声调方言主要分布区。翟占国、张维佳（2019 ：02）调查了以下两声调方言点：
- 西宁型：平分阴阳，上声、清入和次浊入与阴平合并，标记为第一调；全浊上、去声、全浊入与阳平合并，标记为第二调
  - 西宁城东（回族）
  - 湟中班仲营
  - 互助吉家湾（土族）
  - 湟源国光村
  - 平安石家营村
  - 宁夏海原
- 红古型：平声不分阴阳，全浊上、去声以及入声均并入平声，标记为第一调；清上与次浊上合并，标记为第二调。
  - 兰州红古
  - 大通桦林乡（藏族）和向阳堡村
  - 民和吉家堡
- 临夏型：平声不分阴阳，入声不论清浊皆并入平声，标记为第一调；上声与去声合并，标记为第二调
  - 临夏西门横街
  - 广河县三甲集镇
  - 兰州西固马家山（新派）
- 刘屯型：平声不分阴阳，清上与次浊上并入平声，标记为第一调；全浊上并入去声，标记为第二调。
  - 类型A：入声全部并入平声
    - 贵德刘屯
    - 永靖红泉镇

  - 类型B：清入与次浊入并入平声，全浊入并入去声。
    - 武威
    - 永昌河西堡